# Mistrzostwa Ameryki w Piłce Ręcznej Mężczyzn 2016
Mistrzostwa Ameryki w Piłce Ręcznej Mężczyzn 2016 (PanAmericano 2016) – siedemnasta edycja mistrzostw Ameryki, która odbyła się w dniach 11-19 czerwca 2016 roku w argentyńskim mieście Buenos Aires. W zawodach wzięło udział dziesięć reprezentacji z Ameryki Południowej, Północnej, Środkowej i Karaibów wyłonionych we wcześniejszych eliminacjach. Mistrzostwa były jednocześnie kwalifikacjami do Mistrzostw Świata 2017.
Argentyna otrzymała prawa do organizacji turnieju w styczniu 2016 roku. Turniej zorganizowano na dwóch boiskach w hali Tecnópolis. Minimalne ceny całodniowych biletów na fazę grupową wynosiły 40, zaś na fazę pucharową 60 peso. Składy zespołów.
W finale Brazylia okazała się lepsza od Chile, brąz zaś zdobyła Argentyna – te trzy drużyny zyskały także awans na MŚ 2017. Najwięcej bramek zdobył reprezentant Grenlandii, Minik Dahl Hoegh.

## Kwalifikacje
Według systemu kwalifikacji przyjętego na kongresie w 2012 roku miały one się odbyć na zasadzie turniejów w poszczególnych regionach PATHF. Po jednym miejscu przypadło gospodarzowi oraz zespołowi z Ameryki Środkowej, po cztery zaś otrzymały Ameryka Północna i Południowa. Z Ameryki Środkowej awansowała Gwatemala, turnieje w pozostałych strefach zostały zaplanowane w pierwszej połowie 2016 roku. Z Ameryki Południowej zakwalifikowały się cztery zespoły, m.in. Wenezuela, która następnie się wycofała, a jej miejsce zajął Meksyk.
| Strefa kwalifikacyjna      | Turniej kwalifikacyjny             | Data                 | Miejsca | Zespoły                                           |
| -------------------------- | ---------------------------------- | -------------------- | ------- | ------------------------------------------------- |
| Gospodarz                  | -                                  | -                    | 1       | Argentyna                                         |
| Ameryka                    | Mistrzostwa Ameryki 2014           | 23–29 czerwca 2014   | 2       | Brazylia Chile                                    |
| Ameryka Północna i Karaiby | NorCa Tournament 2016              | 2016                 | 4       | Stany Zjednoczone Dominikana Portoryko Grenlandia |
| Ameryka Środkowa           | Mistrzostwa Ameryki Środkowej 2015 | 16–20 listopada 2015 | 1       | Gwatemala                                         |
| Ameryka Południowa         | Turniej kwalifikacyjny             | 2016                 | 4       | Urugwaj Paragwaj Wenezuela Meksyk Kolumbia        |

### Ameryka Północna i Karaiby
Turniej miał się odbyć w Meksyku, jednak nie został zorganizowany, ponieważ Meksyk i Kuba się wycofały. Co za tym idzie wszystkie cztery pozostałe drużyny automatycznie zakwalifikowały się do turnieju głównego.

### Ameryka Środkowa
| 16 listopada 201517:00 | Nikaragua                  | 22:43(13:26) | Gwatemala                       | Polideportivo de Cartago, Cartago Widzów: 100 Sędzia: Diego Gamboa, Jean Segura |
| 16 listopada 201517:00 | Juan Carlos Silva Dávila 8 | 22:43(13:26) | 9 Ubaldo Antonio Herrera Juárez | Polideportivo de Cartago, Cartago Widzów: 100 Sędzia: Diego Gamboa, Jean Segura |
| 16 listopada 201517:00 | 2×                         | 22:43(13:26) | 1×                              | Polideportivo de Cartago, Cartago Widzów: 100 Sędzia: Diego Gamboa, Jean Segura |

| 16 listopada 201519:30 | Kostaryka                  | 34:16(18:4) | Honduras                      | Polideportivo de Cartago, Cartago Widzów: 300 Sędzia: Alexis Zuñiga, Raymel Reyes |
| 16 listopada 201519:30 | Manuel Montero Barrantes 5 | 34:16(18:4) | 6 Asler Yadir Garcia Palacios | Polideportivo de Cartago, Cartago Widzów: 300 Sędzia: Alexis Zuñiga, Raymel Reyes |
| 16 listopada 201519:30 | 8× · 3×                    | 34:16(18:4) | 5× · 2× · 1×                  | Polideportivo de Cartago, Cartago Widzów: 300 Sędzia: Alexis Zuñiga, Raymel Reyes |

| 17 listopada 201517:00 | Honduras                      | 19:26(8:13) | Gwatemala                       | Polideportivo de Cartago, Cartago Widzów: 150 Sędzia: José Montiel, Carlos Hernández |
| 17 listopada 201517:00 | Asler Yadir Garcia Palacios 6 | 19:26(8:13) | 8 Mynor Estuardo Morales Chacón | Polideportivo de Cartago, Cartago Widzów: 150 Sędzia: José Montiel, Carlos Hernández |
| 17 listopada 201517:00 | 4× · 3×                       | 19:26(8:13) | 4× · 3×                         | Polideportivo de Cartago, Cartago Widzów: 150 Sędzia: José Montiel, Carlos Hernández |

| 17 listopada 201519:30 | Salwador                       | 18:39(8:20) | Kostaryka                                                    | Polideportivo de Cartago, Cartago Widzów: 100 Sędzia: Sergio Urrutia, Josué Pérez |
| 17 listopada 201519:30 | Alexis Odilio Ramirez Garcia 5 | 18:39(8:20) | 6 Renato Pérez Martinez · 6 Pablo Esteban Saborio Villalobos | Polideportivo de Cartago, Cartago Widzów: 100 Sędzia: Sergio Urrutia, Josué Pérez |
| 17 listopada 201519:30 | 4× · 1×                        | 18:39(8:20) | 1× · 3×                                                      | Polideportivo de Cartago, Cartago Widzów: 100 Sędzia: Sergio Urrutia, Josué Pérez |

| 18 listopada 201517:00 | Salwador                                                    | 13:24(4:10) | Honduras                      | Polideportivo de Cartago, Cartago Widzów: 250 Sędzia: Alexis Zuñiga, Raymel Reyes |
| 18 listopada 201517:00 | Emerson Luiz Ramirez Flores 3 · Fredy Abraham Ramos Muñoz 3 | 13:24(4:10) | 5 Asler Yadir Garcia Palacios | Polideportivo de Cartago, Cartago Widzów: 250 Sędzia: Alexis Zuñiga, Raymel Reyes |
| 18 listopada 201517:00 | 4× · 3×                                                     | 13:24(4:10) | 5× · 3×                       | Polideportivo de Cartago, Cartago Widzów: 250 Sędzia: Alexis Zuñiga, Raymel Reyes |

| 18 listopada 201519:30 | Kostaryka                                                 | 34:20(18:8) | Nikaragua                       | Polideportivo de Cartago, Cartago Widzów: 200 Sędzia: Sergio Urrutia, Josué Pérez |
| 18 listopada 201519:30 | José Rodrigo Molina Orozco 5 · Juan Pablo Molina Orozco 5 | 34:20(18:8) | 5 William Mauricio Urbina Pérez | Polideportivo de Cartago, Cartago Widzów: 200 Sędzia: Sergio Urrutia, Josué Pérez |
| 18 listopada 201519:30 | 6× · 3×                                                   | 34:20(18:8) | 5× · 2×                         | Polideportivo de Cartago, Cartago Widzów: 200 Sędzia: Sergio Urrutia, Josué Pérez |

| 19 listopada 201517:00 | Gwatemala                                                         | 32:16(15:9) | Nikaragua                                                      | Polideportivo de Cartago, Cartago Widzów: 300 Sędzia: José Montiel, Carlos Hernández |
| 19 listopada 201517:00 | Ubaldo Antonio Herrera Juárez 8 · Mynor Estuardo Morales Chacón 8 | 32:16(15:9) | 4 Fredy Abraham Ramos Muñoz · 4 Juan Luciano Palacios Castillo | Polideportivo de Cartago, Cartago Widzów: 300 Sędzia: José Montiel, Carlos Hernández |
| 19 listopada 201517:00 | 1× · 2×                                                           | 32:16(15:9) | 2× · 3×                                                        | Polideportivo de Cartago, Cartago Widzów: 300 Sędzia: José Montiel, Carlos Hernández |

| 19 listopada 201519:30 | Nikaragua                 | 32:16(15:9) | Honduras                                                      | Polideportivo de Cartago, Cartago Widzów: 100 Sędzia: Diego Gamboa, Jean Segura |
| 19 listopada 201519:30 | Michael Enrique Mendoza 8 | 32:16(15:9) | 6 Asler Yadir Garcia Palacios · 6 Hernán Raúl Montoya Fonseca | Polideportivo de Cartago, Cartago Widzów: 100 Sędzia: Diego Gamboa, Jean Segura |
| 19 listopada 201519:30 | 5× · 3×                   | 32:16(15:9) | 2× · 3×                                                       | Polideportivo de Cartago, Cartago Widzów: 100 Sędzia: Diego Gamboa, Jean Segura |

| 20 listopada 201515:10 | Nikaragua                  | 26:28(15:10) | Salwador                    | Polideportivo de Cartago, Cartago Widzów: 100 Sędzia: Diego Gamboa, Jean Segura |
| 20 listopada 201515:10 | Juan Carlos Silva Dávila 8 | 26:28(15:10) | 8 Fredy Abraham Ramos Muñoz | Polideportivo de Cartago, Cartago Widzów: 100 Sędzia: Diego Gamboa, Jean Segura |
| 20 listopada 201515:10 | 4× · 2×                    | 26:28(15:10) | 4× · 1×                     | Polideportivo de Cartago, Cartago Widzów: 100 Sędzia: Diego Gamboa, Jean Segura |

| 20 listopada 201519:30 | Gwatemala                                                                                  | 24:14(8:5) | Kostaryka                    | Polideportivo de Cartago, Cartago Widzów: 700 Sędzia: Alexis Zuñiga, Raymel Reyes |
| 20 listopada 201519:30 | Mynor Estuardo Morales Chacón 6 · Boris Joaquin Morales Acevedo 6 · Edwin Josué Martínez 6 | 24:14(8:5) | 7 José Rodrigo Molina Orozco | Polideportivo de Cartago, Cartago Widzów: 700 Sędzia: Alexis Zuñiga, Raymel Reyes |
| 20 listopada 201519:30 | 4× · 2×                                                                                    | 24:14(8:5) | 2× · 2×                      | Polideportivo de Cartago, Cartago Widzów: 700 Sędzia: Alexis Zuñiga, Raymel Reyes |

## Losowanie grup
Losowanie grup odbyło się 23 kwietnia 2016 roku w Buenos Aires, a przed nim zespoły zostały podzielone na sześć koszyków według wyników osiągniętych w poprzednich turniejach. 

### Koszyki
| Koszyk 1           | Koszyk 2      | Koszyk 3                     | Koszyk 4           | Koszyk 5         | Koszyk 6        |
| ------------------ | ------------- | ---------------------------- | ------------------ | ---------------- | --------------- |
| Argentyna Brazylia | Chile Urugwaj | Grenlandia Stany Zjednoczone | Gwatemala Paragwaj | Kanada Portoryko | Meksyk Kolumbia |

### Grupy
| Grupa A    |
| ---------- |
| Argentyna  |
| Chile      |
| Grenlandia |
| Gwatemala  |
| Kanada     |
| Meksyk     |

| Grupa B           |
| ----------------- |
| Brazylia          |
| Urugwaj           |
| Stany Zjednoczone |
| Paragwaj          |
| Portoryko         |
| Kolumbia          |

## Faza grupowa

### Grupa A
| 11 czerwca 201615:10 | Chile         | 30:21(18:10) | Meksyk                    | Tecnópolis, Buenos Aires |
| 11 czerwca 201615:10 | Pablo Baeza 7 | 30:21(18:10) | 9 Alan Ernesto Villalobos | Tecnópolis, Buenos Aires |
| 11 czerwca 201615:10 | 3×            | 30:21(18:10) | 1× · 1×                   | Tecnópolis, Buenos Aires |

| 11 czerwca 201617:00 | Grenlandia         | 31:24(16:10) | Kanada          | Tecnópolis, Buenos Aires |
| 11 czerwca 201617:00 | Minik Dahl Hoegh 6 | 31:24(16:10) | 9 Tim Sartisson | Tecnópolis, Buenos Aires |
| 11 czerwca 201617:00 | 3× · 3×            | 31:24(16:10) | 5× · 3×         | Tecnópolis, Buenos Aires |

| 11 czerwca 201617:05 | Argentyna            | 37:12(19:3) | Gwatemala                       | Tecnópolis, Buenos Aires |
| 11 czerwca 201617:05 | Federico Fernández 8 | 37:12(19:3) | 4 Ubaldo Antonio Herrera Juárez | Tecnópolis, Buenos Aires |
| 11 czerwca 201617:05 | 2×                   | 37:12(19:3) | 4× · 3×                         | Tecnópolis, Buenos Aires |

| 12 czerwca 201615:00 | Kanada                               | 13:37(5:17) | Argentyna            | Tecnópolis, Buenos Aires |
| 12 czerwca 201615:00 | Tim Sartisson 3 · Alexandre Touzel 3 | 13:37(5:17) | 8 Federico Fernández | Tecnópolis, Buenos Aires |
| 12 czerwca 201615:00 | 4× · 3×                              | 13:37(5:17) | 3× · 2×              | Tecnópolis, Buenos Aires |

| 12 czerwca 201616:00 | Meksyk                    | 24:36(12:18) | Grenlandia        | Tecnópolis, Buenos Aires |
| 12 czerwca 201616:00 | Alan Ernesto Villalobos 6 | 24:36(12:18) | 7 Aqqalu Ingemann | Tecnópolis, Buenos Aires |
| 12 czerwca 201616:00 | 3× · 1× · 1×              | 24:36(12:18) | 3× · 1×           | Tecnópolis, Buenos Aires |

| 12 czerwca 201618:00 | Gwatemala                                                            | 11:41(7:21) | Chile                                  | Tecnópolis, Buenos Aires |
| 12 czerwca 201618:00 | Edwin Alberto Garrido Orellana 3 · Rubén Antonio Grijalva González 3 | 11:41(7:21) | 7 Erwin Feutchmann · 7 Esteban Salinas | Tecnópolis, Buenos Aires |
| 12 czerwca 201618:00 | 1× · 1×                                                              | 11:41(7:21) | 4× · 2× · 1×                           | Tecnópolis, Buenos Aires |

| 13 czerwca 201615:00 | Argentyna          | 42:17(21:7) | Meksyk       | Tecnópolis, Buenos Aires · Widzów: 3 Jesús Arturo Sandoval · 3 Fernando Rodríguez · 3 Alan Ernesto Villalobos · |
| 13 czerwca 201615:00 | Federico Pizarro 8 | 42:17(21:7) |              | Tecnópolis, Buenos Aires · Widzów: 3 Jesús Arturo Sandoval · 3 Fernando Rodríguez · 3 Alan Ernesto Villalobos · |
| 13 czerwca 201615:00 | 6× · 3×            | 42:17(21:7) | 2× · 3× · 1× | Tecnópolis, Buenos Aires · Widzów: 3 Jesús Arturo Sandoval · 3 Fernando Rodríguez · 3 Alan Ernesto Villalobos · |

{{Mecz}} Nieoczekiwana grafika: "widownia".
| 13 czerwca 201616:00 | Gwatemala                                                           | 24:27(7:18) | Kanada                  | Tecnópolis, Buenos Aires |
| 13 czerwca 201616:00 | Rubén Antonio Grijalva González 5 · Ubaldo Antonio Herrera Juárez 5 | 24:27(7:18) | 8 Courtney Blake Spence | Tecnópolis, Buenos Aires |
| 13 czerwca 201616:00 | 3× · 2×                                                             | 24:27(7:18) | 4× · 3×                 | Tecnópolis, Buenos Aires |

| 13 czerwca 201619:00 | Chile             | 37:29(16:16) | Grenlandia          | Tecnópolis, Buenos Aires |
| 13 czerwca 201619:00 | Rodrigo Salinas 8 | 37:29(16:16) | 16 Minik Dahl Hoegh | Tecnópolis, Buenos Aires |
| 13 czerwca 201619:00 | 4× · 2×           | 37:29(16:16) | 5× · 2× · 1×        | Tecnópolis, Buenos Aires |

| 15 czerwca 201615:00 | Grenlandia             | 25:23(12:12) | Argentyna       | Tecnópolis, Buenos Aires |
| 15 czerwca 201615:00 | Akutaaneq Kreutzmann 8 | 25:23(12:12) | 6 Pablo Simonet | Tecnópolis, Buenos Aires |
| 15 czerwca 201615:00 | 2× · 3×                | 25:23(12:12) | 5× · 2×         | Tecnópolis, Buenos Aires |

| 15 czerwca 201616:00 | Meksyk                           | 32:31(19:13) | Gwatemala              | Tecnópolis, Buenos Aires |
| 15 czerwca 201616:00 | Luis Ávalos 6 · Sayyed Morales 6 | 32:31(19:13) | 8 Edwin Josué Martínez | Tecnópolis, Buenos Aires |
| 15 czerwca 201616:00 | 4× · 3×                          | 32:31(19:13) | 3× · 3×                | Tecnópolis, Buenos Aires |

| 15 czerwca 201619:00 | Chile              | 42:26(23:12) | Kanada              | Tecnópolis, Buenos Aires |
| 15 czerwca 201619:00 | Erwin Feutchmann 7 | 42:26(23:12) | 11 Alexandre Touzel | Tecnópolis, Buenos Aires |
| 15 czerwca 201619:00 | 5× · 2× · 1×       | 42:26(23:12) | 5× · 2× · 1×        | Tecnópolis, Buenos Aires |

| 16 czerwca 201615:00 | Grenlandia     | 45:23(25:13) | Gwatemala                       | Tecnópolis, Buenos Aires |
| 16 czerwca 201615:00 | Lars Moller 16 | 45:23(25:13) | 9 Ubaldo Antonio Herrera Juárez | Tecnópolis, Buenos Aires |
| 16 czerwca 201615:00 | 2× · 1×        | 45:23(25:13) | 1× · 1×                         | Tecnópolis, Buenos Aires |

| 16 czerwca 201618:00 | Kanada          | 21:28(12:13) | Meksyk           | Tecnópolis, Buenos Aires |
| 16 czerwca 201618:00 | Tim Sartisson 5 | 21:28(12:13) | 8 Sayyed Morales | Tecnópolis, Buenos Aires |
| 16 czerwca 201618:00 | 3× · 3×         | 21:28(12:13) | 4× · 3×          | Tecnópolis, Buenos Aires |

| 16 czerwca 201619:00 | Argentyna         | 22:21(15:8) | Chile             | Tecnópolis, Buenos Aires |
| 16 czerwca 201619:00 | Federico Vieyra 7 | 22:21(15:8) | 5 Emil Feutchmann | Tecnópolis, Buenos Aires |
| 16 czerwca 201619:00 | 6× · 3× · 1×      | 22:21(15:8) | 6× · 2×           | Tecnópolis, Buenos Aires |

### Grupa B
| 11 czerwca 201615:00 | Stany Zjednoczone | 26:31(18:10) | Portoryko        | Tecnópolis, Buenos Aires |
| 11 czerwca 201615:00 | Gary Hines 9      | 26:31(18:10) | 11 Jorge Nazario | Tecnópolis, Buenos Aires |
| 11 czerwca 201615:00 | 1× · 1×           | 26:31(18:10) | 2× · 2×          | Tecnópolis, Buenos Aires |

| 11 czerwca 201620:00 | Urugwaj        | 33:11(14:5) | Kolumbia                       | Tecnópolis, Buenos Aires |
| 11 czerwca 201620:00 | Braulio Lees 5 | 33:11(14:5) | 4 Sebastian Restrepo Lamirault | Tecnópolis, Buenos Aires |
| 11 czerwca 201620:00 | 1× · 3×        | 33:11(14:5) | 3× · 3×                        | Tecnópolis, Buenos Aires |

| 11 czerwca 201620:05 | Brazylia         | 54:14(30:7) | Paragwaj       | Tecnópolis, Buenos Aires |
| 11 czerwca 201620:05 | Fabio Chiuffa 11 | 54:14(30:7) | 4 Víctor Pérez | Tecnópolis, Buenos Aires |
| 11 czerwca 201620:05 | 2× · 2×          | 54:14(30:7) | 2× · 3×        | Tecnópolis, Buenos Aires |

| 12 czerwca 201617:00 | Portoryko                          | 24:38(15:20) | Brazylia        | Tecnópolis, Buenos Aires |
| 12 czerwca 201617:00 | Héctor Hiraldo 5 · Jorge Nazario 5 | 24:38(15:20) | 7 Fabio Chiuffa | Tecnópolis, Buenos Aires |
| 12 czerwca 201617:00 | 5× · 2×                            | 24:38(15:20) | 1× · 2×         | Tecnópolis, Buenos Aires |

| 12 czerwca 201619:00 | Paragwaj                        | 19:34(10:15) | Urugwaj             | Tecnópolis, Buenos Aires |
| 12 czerwca 201619:00 | Víctor Pérez 4 · Jorge Ramiro 4 | 19:34(10:15) | 4 pięciu zawodników | Tecnópolis, Buenos Aires |
| 12 czerwca 201619:00 | 5× · 3×                         | 19:34(10:15) | 5× · 3×             | Tecnópolis, Buenos Aires |

| 12 czerwca 201620:05 | Kolumbia                       | 21:29(9:12) | Stany Zjednoczone | Tecnópolis, Buenos Aires |
| 12 czerwca 201620:05 | Andres Felipe Montoya Tamayo 5 | 21:29(9:12) | 9 Ty Reed         | Tecnópolis, Buenos Aires |
| 12 czerwca 201620:05 | 4× · 1×                        | 21:29(9:12) | 5× · 3×           | Tecnópolis, Buenos Aires |

| 13 czerwca 201617:00 | Brazylia                          | 42:10(21:7) | Kolumbia                       | Tecnópolis, Buenos Aires |
| 13 czerwca 201617:00 | Felipe Borges 7 · Fabio Chiuffa 7 | 42:10(21:7) | 4 Sebastian Restrepo Lamirault | Tecnópolis, Buenos Aires |
| 13 czerwca 201617:00 | 2× · 3×                           | 42:10(21:7) | 4× · 1×                        | Tecnópolis, Buenos Aires |

| 13 czerwca 201618:00 | Paragwaj       | 26:34(13:17) | Portoryko                          | Tecnópolis, Buenos Aires |
| 13 czerwca 201618:00 | Víctor Pérez 5 | 26:34(13:17) | 8 Héctor Hiraldo · 8 Jorge Nazario | Tecnópolis, Buenos Aires |
| 13 czerwca 201618:00 | 5× · 3×        | 26:34(13:17) | 7× · 3×                            | Tecnópolis, Buenos Aires |

| 13 czerwca 201620:00 | Urugwaj                             | 26:21(13:9) | Stany Zjednoczone             | Tecnópolis, Buenos Aires |
| 13 czerwca 201620:00 | Maxi Cancio 4 · Alejandro Velazco 4 | 26:21(13:9) | 6 Gary Hines · 6 Greg Inahara | Tecnópolis, Buenos Aires |
| 13 czerwca 201620:00 | 5× · 1×                             | 26:21(13:9) | 5× · 2×                       | Tecnópolis, Buenos Aires |

| 15 czerwca 201617:00 | Stany Zjednoczone | 15:40(5:20) | Brazylia        | Tecnópolis, Buenos Aires |
| 15 czerwca 201617:00 | Gary Hines 6      | 15:40(5:20) | 6 Lucas Candido | Tecnópolis, Buenos Aires |
| 15 czerwca 201617:00 | 4× · 3×           | 15:40(5:20) | 3× · 2×         | Tecnópolis, Buenos Aires |

| 15 czerwca 201618:00 | Urugwaj              | 27:22(13:13) | Portoryko        | Tecnópolis, Buenos Aires |
| 15 czerwca 201618:00 | Alejandro Velazco 14 | 27:22(13:13) | 10 Jorge Nazario | Tecnópolis, Buenos Aires |
| 15 czerwca 201618:00 | 2× · 2×              | 27:22(13:13) | 2× · 1×          | Tecnópolis, Buenos Aires |

| 15 czerwca 201620:00 | Kolumbia                       | 32:31(14:16) | Paragwaj                       | Tecnópolis, Buenos Aires |
| 15 czerwca 201620:00 | Sebastian Restrepo Lamirault 8 | 32:31(14:16) | 8 José Alexander Mendoza Cazal | Tecnópolis, Buenos Aires |
| 15 czerwca 201620:00 | 2× · 1×                        | 32:31(14:16) | 5× · 1×                        | Tecnópolis, Buenos Aires |

| 16 czerwca 201616:00 | Portoryko        | 34:26(17:10) | Kolumbia                  | Tecnópolis, Buenos Aires |
| 16 czerwca 201616:00 | Joshua Mercado 9 | 34:26(17:10) | 10 Santiago Mosquera Mayo | Tecnópolis, Buenos Aires |
| 16 czerwca 201616:00 | 3× · 1×          | 34:26(17:10) | 6× · 2×                   | Tecnópolis, Buenos Aires |

| 16 czerwca 201617:00 | Brazylia                                 | 40:15(20:7) | Urugwaj                              | Tecnópolis, Buenos Aires |
| 16 czerwca 201617:00 | Leonardo Felipe Santos 6 · Jose Toledo 6 | 40:15(20:7) | 4 Nicolas Fabra · 4 Diego Morandeira | Tecnópolis, Buenos Aires |
| 16 czerwca 201617:00 | 2× · 3×                                  | 40:15(20:7) | 3× · 2×                              | Tecnópolis, Buenos Aires |

| 16 czerwca 201620:00 | Stany Zjednoczone | 31:25(14:13) | Paragwaj       | Tecnópolis, Buenos Aires |
| 16 czerwca 201620:00 | Gary Hines 5      | 31:25(14:13) | 6 Ever Salinas | Tecnópolis, Buenos Aires |
| 16 czerwca 201620:00 | 6× · 2×           | 31:25(14:13) | 3× · 2×        | Tecnópolis, Buenos Aires |

## Faza pucharowa

### Mecz o 11. miejsce
| 18 czerwca 20169:30 | Gwatemala                       | 31:25(14:16) | Paragwaj       | Tecnópolis, Buenos Aires |
| 18 czerwca 20169:30 | Mynor Estuardo Morales Chacón 8 | 31:25(14:16) | 5 Víctor Pérez | Tecnópolis, Buenos Aires |
| 18 czerwca 20169:30 | 2× · 1×                         | 31:25(14:16) | 1× · 3×        | Tecnópolis, Buenos Aires |

### Mecz o 9. miejsce
| 18 czerwca 201611:30 | Kanada             | 21:29(10:14) | Kolumbia                                                        | Tecnópolis, Buenos Aires |
| 18 czerwca 201611:30 | Alexandre Touzel 6 | 21:29(10:14) | 6 Rodrigo Alberto Palacio Uribe · 6 Sebastian Restrepo Lamiraul | Tecnópolis, Buenos Aires |
| 18 czerwca 201611:30 | 3× · 3×            | 21:29(10:14) | 7× · 1× · 1×                                                    | Tecnópolis, Buenos Aires |

### Mecze o miejsca 5-8
|  |                   |                   |           |                   |    |            |            |       |
|  | Półfinały         | Półfinały         | Półfinały |                   |    | Finał      | Finał      | Finał |
|  | Półfinały         | Półfinały         | Półfinały |                   |    | Finał      | Finał      | Finał |
|  | 18 czerwca        |                   |           |                   |    |            |            |       |
|  |                   |                   |           |                   |    |            |            |       |
|  | Grenlandia        | Grenlandia        | 37        |                   |    |            |            |       |
|  | Grenlandia        | Grenlandia        | 37        | 19 czerwca        |    |            |            |       |
|  | Stany Zjednoczone | Stany Zjednoczone | 30        |                   |    |            |            |       |
|  | Stany Zjednoczone | Stany Zjednoczone | 30        |                   |    | Grenlandia | Grenlandia | 44    |
|  | 18 czerwca        |                   |           |                   |    | Grenlandia | Grenlandia | 44    |
|  |                   |                   | Portoryko | Portoryko         | 22 |            |            |       |
|  | Portoryko         | Portoryko         | Portoryko | Portoryko         | 22 | 30         |            |       |
|  | Portoryko         | Portoryko         |           |                   |    |            |            |       |
|  | Meksyk            | Meksyk            | 29        |                   |    |            |            |       |
|  | Meksyk            | Meksyk            | 29        | Mecz o 3. miejsce |    |            |            |       |
|  |                   |                   |           |                   |    |            |            |       |
|  | 19 czerwca        |                   |           |                   |    |            |            |       |
|  |                   |                   |           |                   |    |            |            |       |
|  | Stany Zjednoczone | Stany Zjednoczone | 27        |                   |    |            |            |       |
|  | Stany Zjednoczone | Stany Zjednoczone | 27        |                   |    |            |            |       |
|  | Meksyk            | Meksyk            | 31        |                   |    |            |            |       |
|  | Meksyk            | Meksyk            | 31        |                   |    |            |            |       |

Półfinały o 5. miejsce
| 18 czerwca 201618:00 | Grenlandia          | 37:30(14:14) | Stany Zjednoczone | Tecnópolis, Buenos Aires |
| 18 czerwca 201618:00 | Minik Dahl Hoegh 16 | 37:30(14:14) | 9 Gary Hines      | Tecnópolis, Buenos Aires |
| 18 czerwca 201618:00 | 1× · 3×             | 37:30(14:14) | 4× · 2×           | Tecnópolis, Buenos Aires |

| 18 czerwca 201620:00 | Portoryko        | 30:29(14:16) | Meksyk           | Tecnópolis, Buenos Aires |
| 18 czerwca 201620:00 | Héctor Hiraldo 9 | 30:29(14:16) | 7 Sayyed Morales | Tecnópolis, Buenos Aires |
| 18 czerwca 201620:00 | 3× · 2×          | 30:29(14:16) | 2× · 1×          | Tecnópolis, Buenos Aires |

Mecz o 7. miejsce
| 19 czerwca 201612:30 | Stany Zjednoczone | 27:31(15:17) | Meksyk                  | Tecnópolis, Buenos Aires |
| 19 czerwca 201612:30 | Ty Reed 8         | 27:31(15:17) | 8 Jesús Arturo Sandoval | Tecnópolis, Buenos Aires |
| 19 czerwca 201612:30 | 2× · 2×           | 27:31(15:17) | 3× · 2×                 | Tecnópolis, Buenos Aires |

Mecz o 5. miejsce
| 19 czerwca 201614:30 | Grenlandia              | 44:22(18:11) | Portoryko        | Tecnópolis, Buenos Aires |
| 19 czerwca 201614:30 | Akutaaneq Kreutzmann 10 | 44:22(18:11) | 5 Héctor Hiraldo | Tecnópolis, Buenos Aires |
| 19 czerwca 201614:30 | 1× · 1×                 | 44:22(18:11) | 3× · 3× · 1×     | Tecnópolis, Buenos Aires |

### Mecze o miejsca 1-4
|  |            |           |           |                   |    |       |       |       |
|  | Półfinały  | Półfinały | Półfinały |                   |    | Finał | Finał | Finał |
|  | Półfinały  | Półfinały | Półfinały |                   |    | Finał | Finał | Finał |
|  | 18 czerwca |           |           |                   |    |       |       |       |
|  |            |           |           |                   |    |       |       |       |
|  | Chile      | Chile     | 31        |                   |    |       |       |       |
|  | Chile      | Chile     | 31        | 19 czerwca        |    |       |       |       |
|  | Urugwaj    | Urugwaj   | 24        |                   |    |       |       |       |
|  | Urugwaj    | Urugwaj   | 24        |                   |    | Chile | Chile | 24    |
|  | 18 czerwca |           |           |                   |    | Chile | Chile | 24    |
|  |            |           | Brazylia  | Brazylia          | 28 |       |       |       |
|  | Brazylia   | Brazylia  | Brazylia  | Brazylia          | 28 | 23    |       |       |
|  | Brazylia   | Brazylia  |           |                   |    |       |       |       |
|  | Argentyna  | Argentyna | 20        |                   |    |       |       |       |
|  | Argentyna  | Argentyna | 20        | Mecz o 3. miejsce |    |       |       |       |
|  |            |           |           |                   |    |       |       |       |
|  | 19 czerwca |           |           |                   |    |       |       |       |
|  |            |           |           |                   |    |       |       |       |
|  | Urugwaj    | Urugwaj   | 13        |                   |    |       |       |       |
|  | Urugwaj    | Urugwaj   | 13        |                   |    |       |       |       |
|  | Argentyna  | Argentyna | 29        |                   |    |       |       |       |
|  | Argentyna  | Argentyna | 29        |                   |    |       |       |       |

Półfinały
| 18 czerwca 201614:00 | Brazylia        | 23:20(9:9) | Argentyna            | Tecnópolis, Buenos Aires |
| 18 czerwca 201614:00 | Fabio Chiuffa 5 | 23:20(9:9) | 5 Federico Fernández | Tecnópolis, Buenos Aires |
| 18 czerwca 201614:00 | 6× · 3×         | 23:20(9:9) | 4× · 3×              | Tecnópolis, Buenos Aires |

| 18 czerwca 201616:00 | Chile             | 31:24(14:13) | Urugwaj             | Tecnópolis, Buenos Aires |
| 18 czerwca 201616:00 | Rodrigo Salinas 7 | 31:24(14:13) | 5 Alejandro Velazco | Tecnópolis, Buenos Aires |
| 18 czerwca 201616:00 | 7× · 2× · 1×      | 31:24(14:13) | 2× · 1×             | Tecnópolis, Buenos Aires |

Mecz o 3. miejsce
| 19 czerwca 201619:00 | Urugwaj                            | 13:29(5:15) | Argentyna          | Tecnópolis, Buenos Aires |
| 19 czerwca 201619:00 | Federico Rubbo 4 · Nicolás Fabra 4 | 13:29(5:15) | 6 Federico Pizarro | Tecnópolis, Buenos Aires |
| 19 czerwca 201619:00 | 3× · 1×                            | 13:29(5:15) | 4× · 3×            | Tecnópolis, Buenos Aires |

Finał
| 19 czerwca 201616:30 | Chile              | 24:28(12:15) | Brazylia           | Tecnópolis, Buenos Aires |
| 19 czerwca 201616:30 | Erwin Feutchmann 9 | 24:28(12:15) | 6 Alexandro Pozzer | Tecnópolis, Buenos Aires |
| 19 czerwca 201616:30 | 4× · 3×            | 24:28(12:15) | 5× · 2×            | Tecnópolis, Buenos Aires |

## Klasyfikacja końcowa
| Miejsce | Reprezentacja     | Uwagi          |
| ------- | ----------------- | -------------- |
| złoto   | Brazylia          | awans: MŚ 2017 |
| srebro  | Chile             | awans: MŚ 2017 |
| brąz    | Argentyna         | awans: MŚ 2017 |
| 4       | Urugwaj           | -              |
| 5       | Grenlandia        | -              |
| 6       | Portoryko         | -              |
| 7       | Meksyk            | -              |
| 8       | Stany Zjednoczone | -              |
| 9       | Kolumbia          | -              |
| 10      | Kanada            | -              |
| 11      | Gwatemala         | -              |
| 12      | Paragwaj          | -              |

## Nagrody indywidualne
Nagrody indywidualne otrzymali:
| MVP              | Najlepszy bramkarz | Najlepszy lewoskrzydłowy | Najlepszy lewy rozgrywający | Najlepszy środkowy rozgrywający | Najlepszy prawy rozgrywający | Najlepszy prawoskrzydłowy | Najlepszy obrotowy    |
| ---------------- | ------------------ | ------------------------ | --------------------------- | ------------------------------- | ---------------------------- | ------------------------- | --------------------- |
| Minik Dahl Hoegh | Matías Schulz      | Felipe Borges            | Minik Dahl Hoegh            | Sebastián Simonet               | Rodrigo Salinas Munoz        | Fábio Chiuffa             | Esteban Salinas Munoz |